# Roy Vernon
Thomas Royston "Roy" Vernon (Ffynnongroew, 14 de abril de 1937 - 4 de dezembro de 1993) foi um futebolista galês que atuava como atacante e jogou pelo Blackburn Rovers, Everton e Stoke City. Vernon jogou 32 partidas pela Seleção Galesa, marcando oito gols e representando seu país no Copa do Mundo de 1958 na Suécia.

## Carreira
Vernon nasceu em Ffynnongroew e fez sua estréia pelo Blackburn Rovers com 18 anos. Ele logo se tornou um regular regular sob o comando de Johnny Carey e marcou 15 gols em 44 jogos na temporada 1957-58. O Rovers ganhou promoção para a Primeira Divisão nessa temporada. Na temporada seguinte, ele marcou 17 gols e o Blackburn terminou na 10ª posição.
Depois de uma discussão com o treinador do Blackburn, Dally Duncan, Vernon assinou contrato com o Everton em 1960 por £27.000. Ele se tornou um artilheiro prolífico para os "Toffees" depois de marcar nove gols em seus primeiros 12 jogos na temporada 1959-60. 
Ele teve grandes campanhas marcando 22 gols na temporada 1960-61, 28 gols na temporada 1961-62 e foi o artilheiro (24 gols) e capitão do time que ganhou a Primeira Divisão na temporada 1962-63.
Vernon era um jogador magro com um nariz aquilino, um poderoso chute de pé esquerdo, grande habilidade e um frescor ao se arriscar. Brian Labone disse sobre ele: "Molhado ele parecia tão atlético quanto Pinóquio." 
Ele fez 200 aparições no Everton, marcando 111 gols.
Depois que o treinador do Everton, Harry Catterick, ficou 'farto' com as palhaçadas de Vernon, ele vendeu Vernon para o Stoke City por £40.000. Ele teve um bom começo, marcando cinco gols em suas primeiras dez partidas pelo "Potters". Ele marcou 11 gols em 36 jogos na temporada 1965-66, mas uma série de lesões reduziu sua eficácia e depois de passar um curto período emprestado ao Halifax Town, mudou-se para a África do Sul para jogar pelo Cape Town e depois pelo Hellenic.
Vernon era um fumante inveterado, muitas vezes fumando no túnel antes do jogo e imediatamente depois, e tinha a reputação de apostar nos cavalos e galgos em seu tempo livre. Ele morreu em 1993 de câncer.